# ネオルネッサンス建築

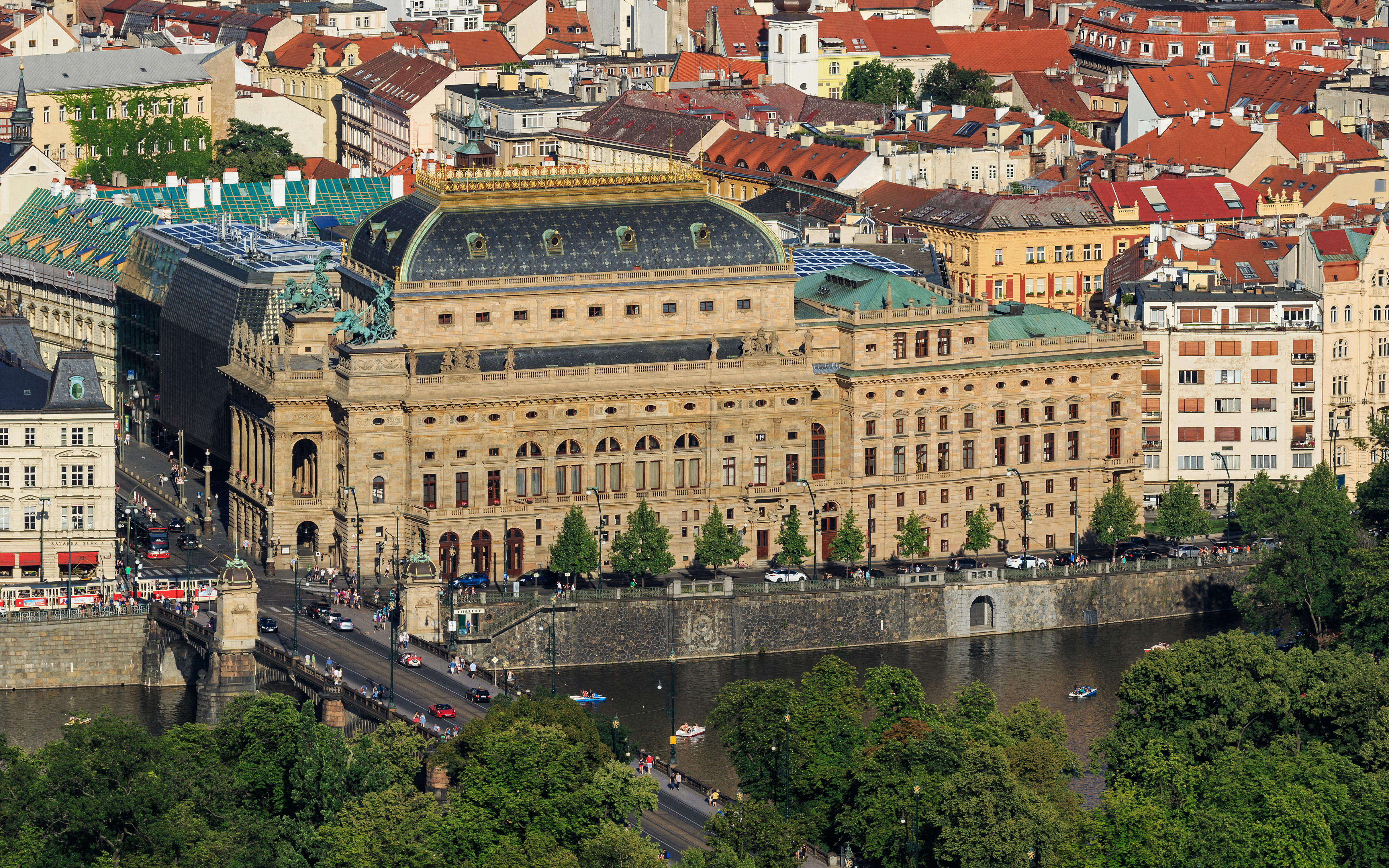
チェコの国民劇場

ネオルネッサンス建築（Neo-Renaissance）は、ルネッサンス・リバイバル建築（Renaissance Revival）とも呼ばれていて、19世紀前半からヨーロッパで始まり、日本を含む世界へ波及した建築様式で、ずっと以前のルネサンス建築に基づきながら当時の荘厳さや各地の新しい建築方式を織り交ぜたもの。
代表的な建築には、オーストリアのウィーン国立歌劇場、スイスのチューリッヒ中央駅、ハンガリー国立歌劇場、チェコの国民劇場、イギリスのロスチャイルド家・ウォデスドン・マナー（Waddesdon Manor）、米国のテキサス州会議事堂、ロシアのサンクトペテルブルク・モスコーフスキー駅、日本の京都市・中京郵便局、東京・銀座の服部時計店本社ビル（1932年竣工、現・和光本館）などがある。
ギャラリー

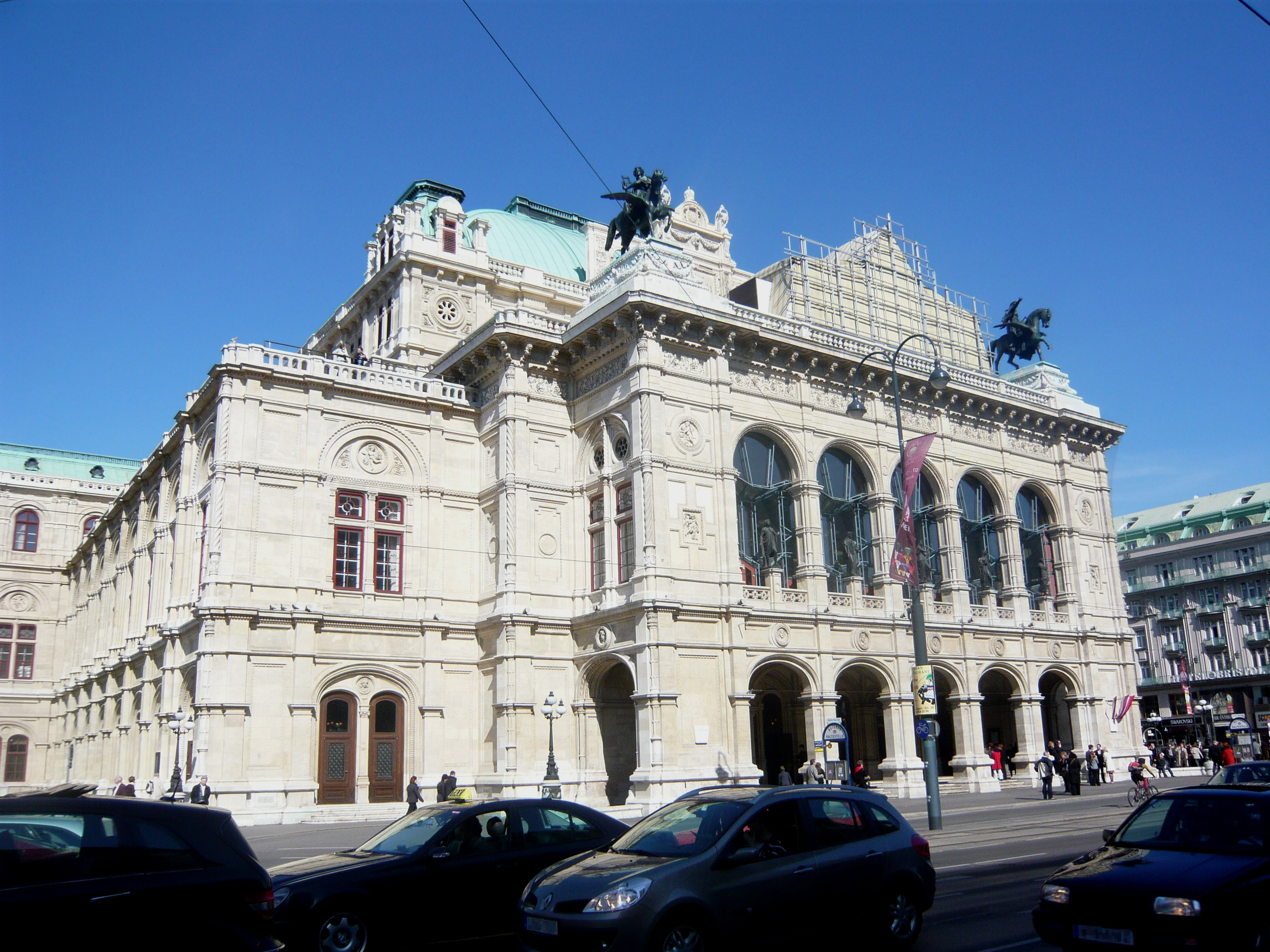
ウィーン国立歌劇場
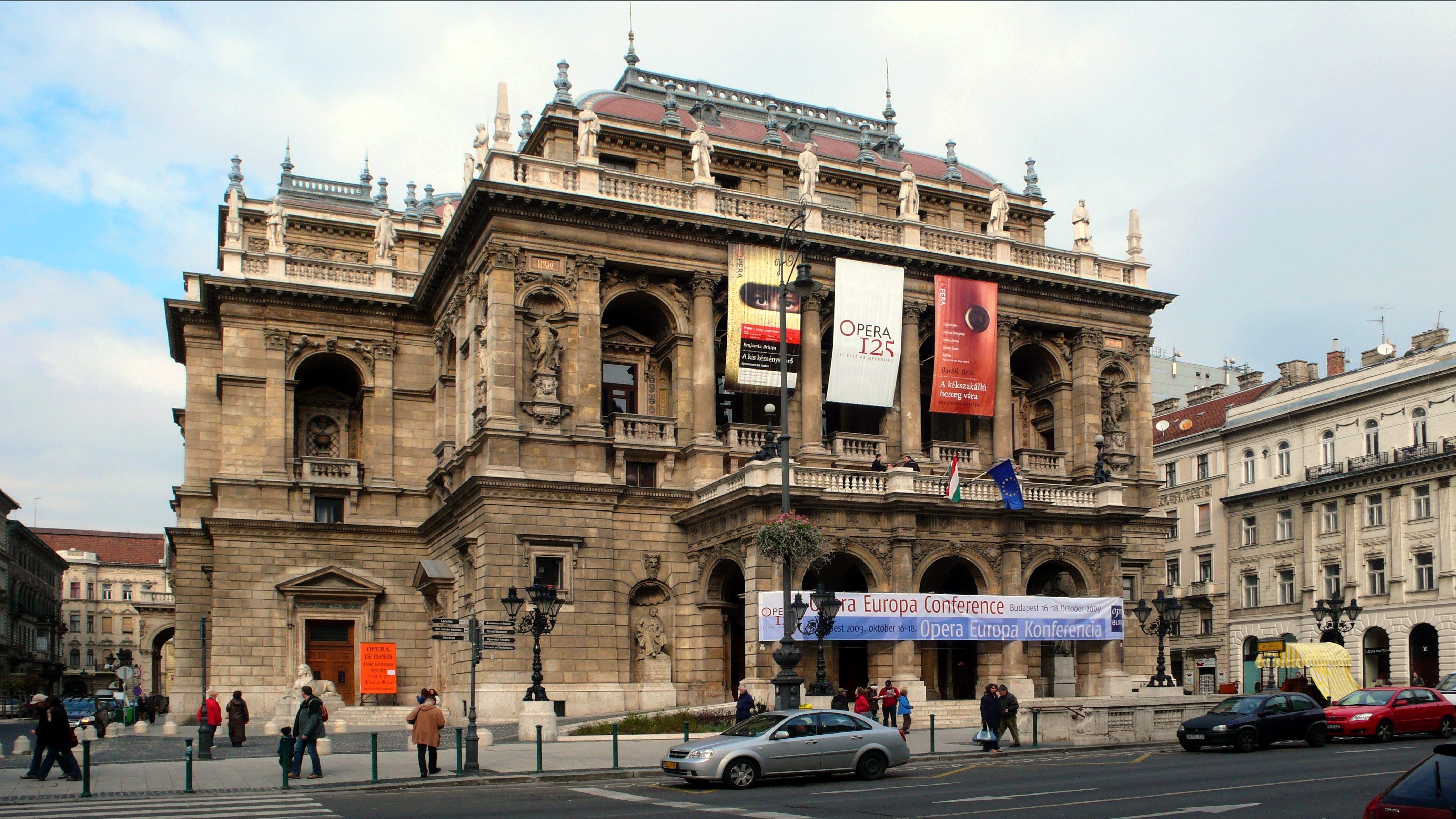
ハンガリー国立歌劇場
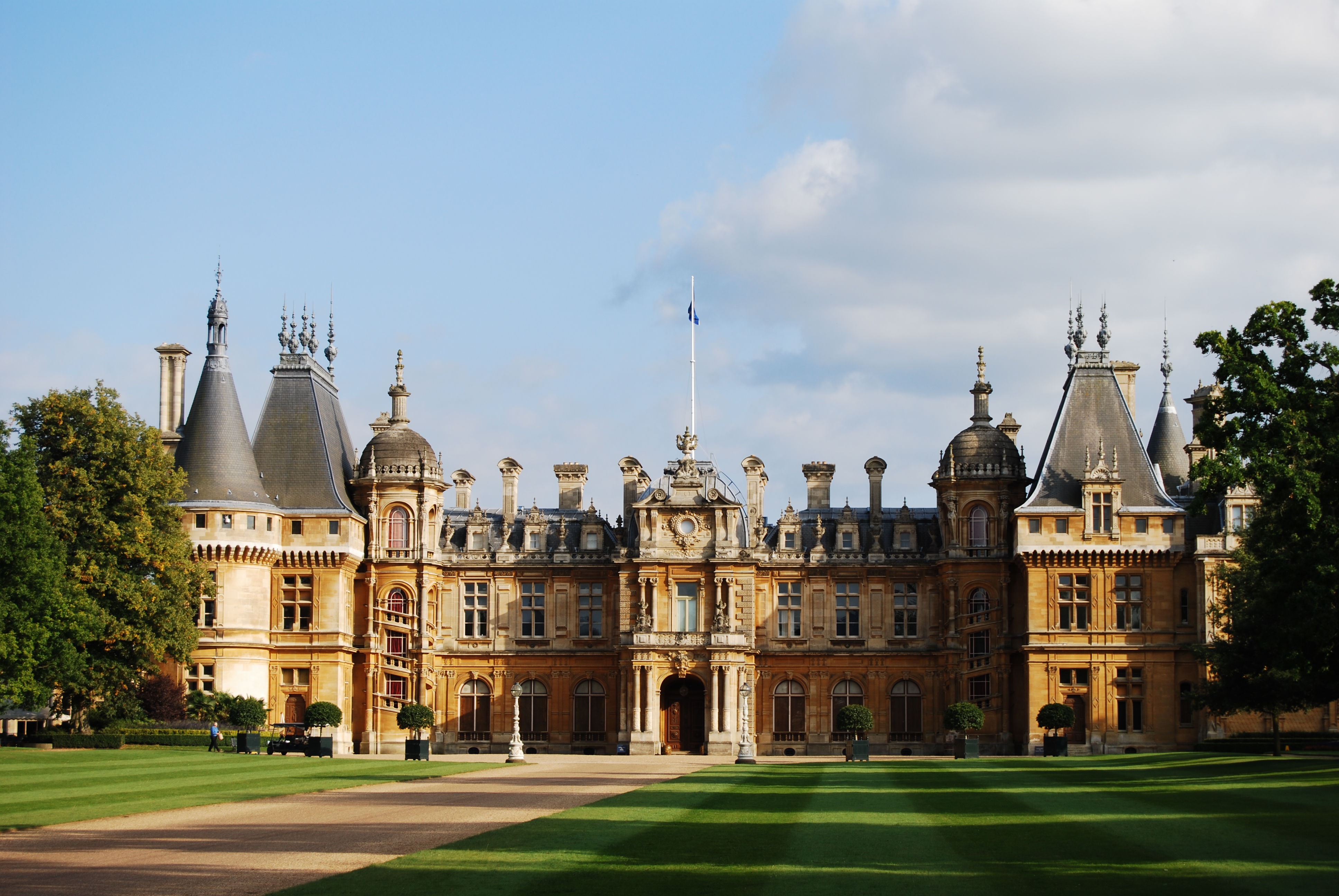
イギリスのロスチャイルド家・Waddesdon Manor
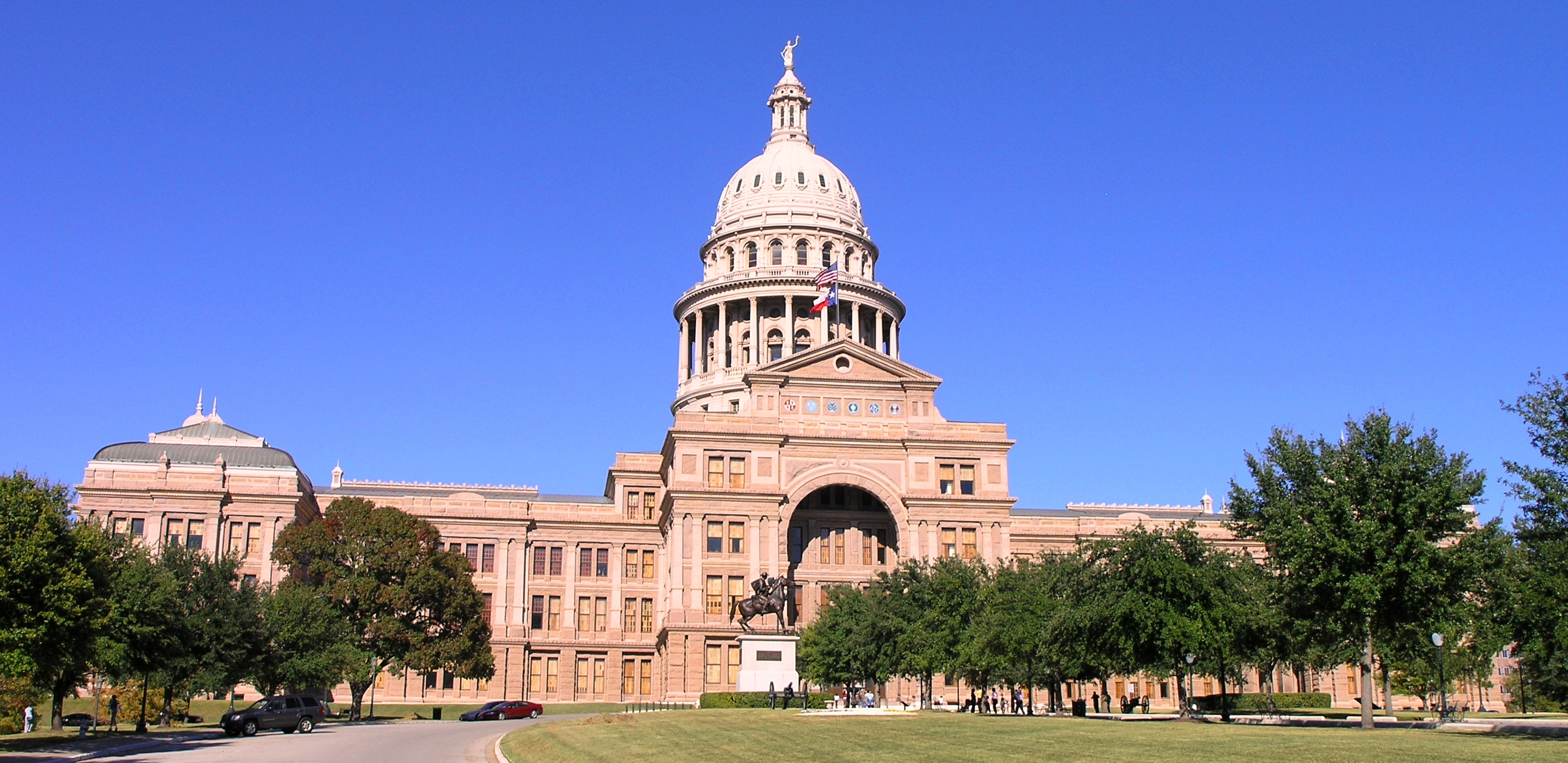
米国のテキサス州会議事堂
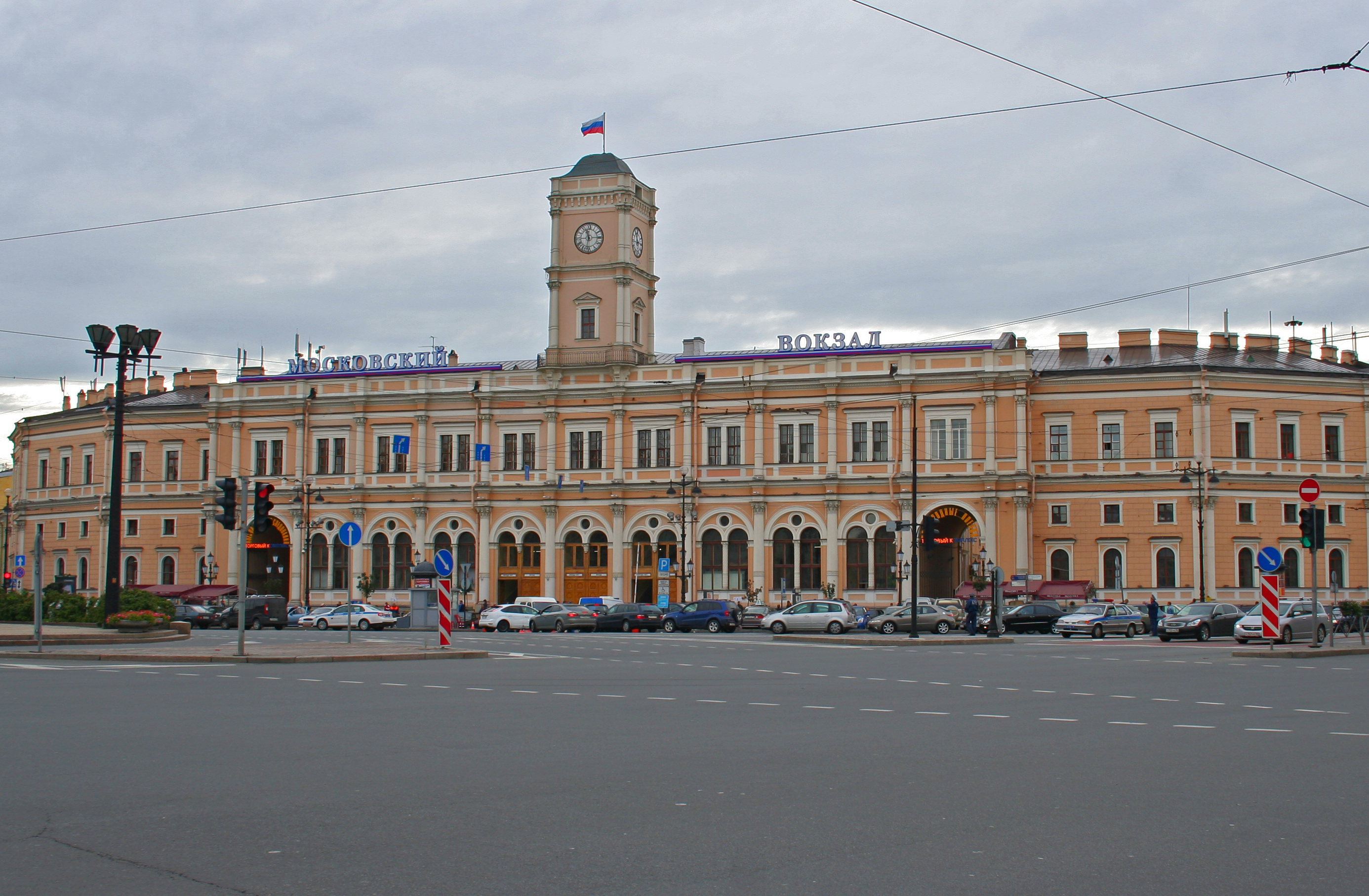
ロシアのサンクトペテルブルク・モスコーフスキー駅
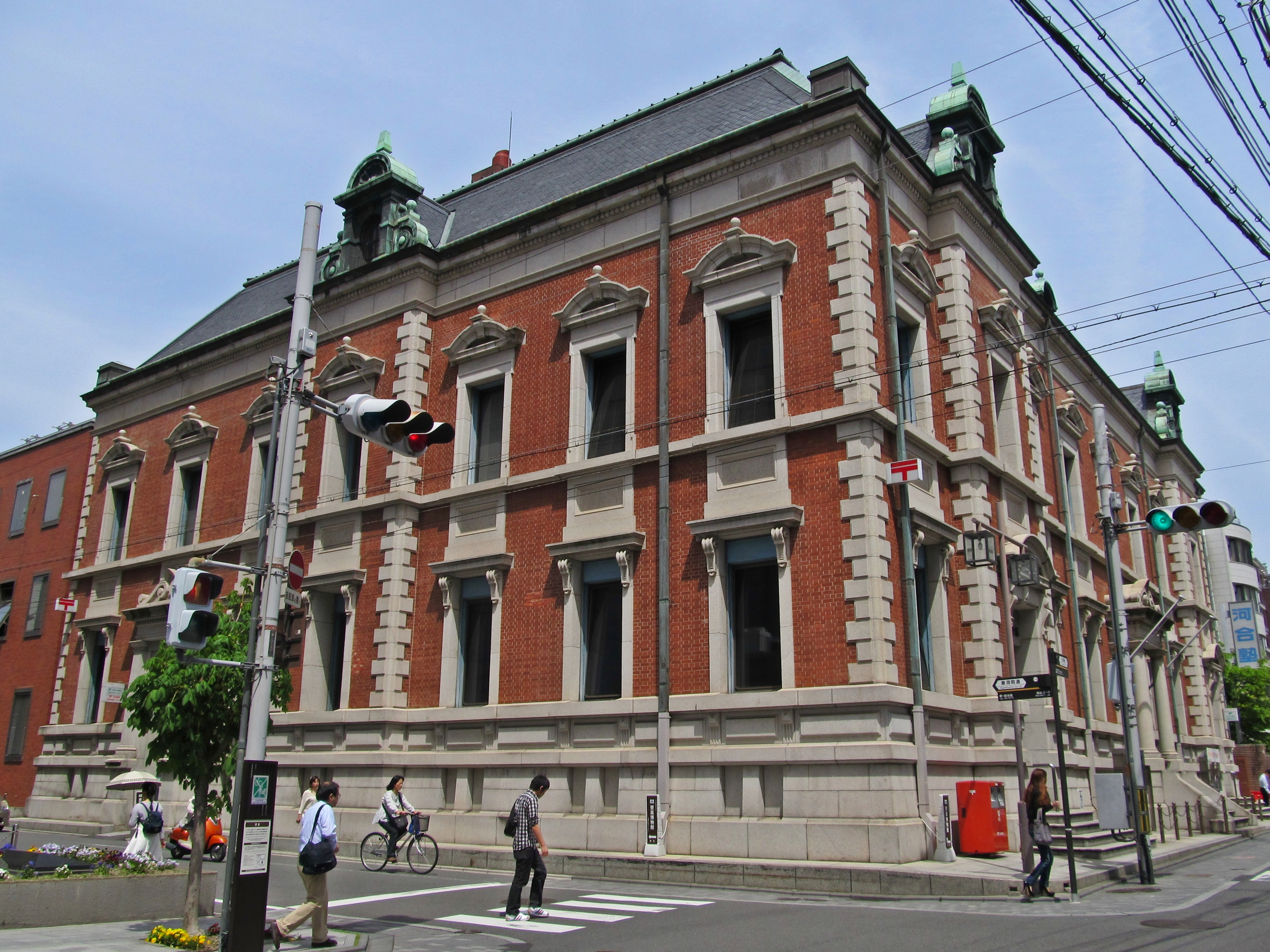
京都市の中京郵便局
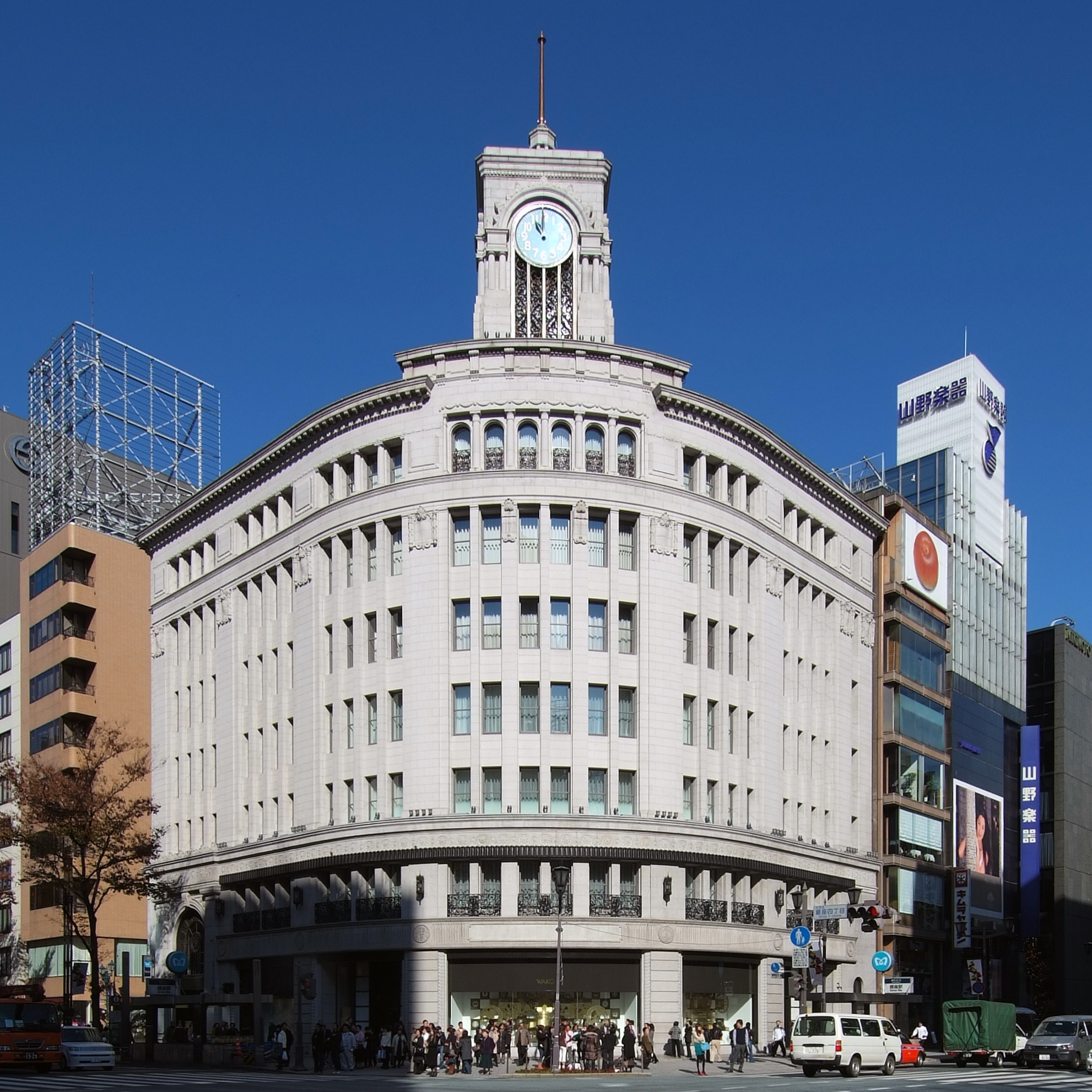
銀座の和光本館
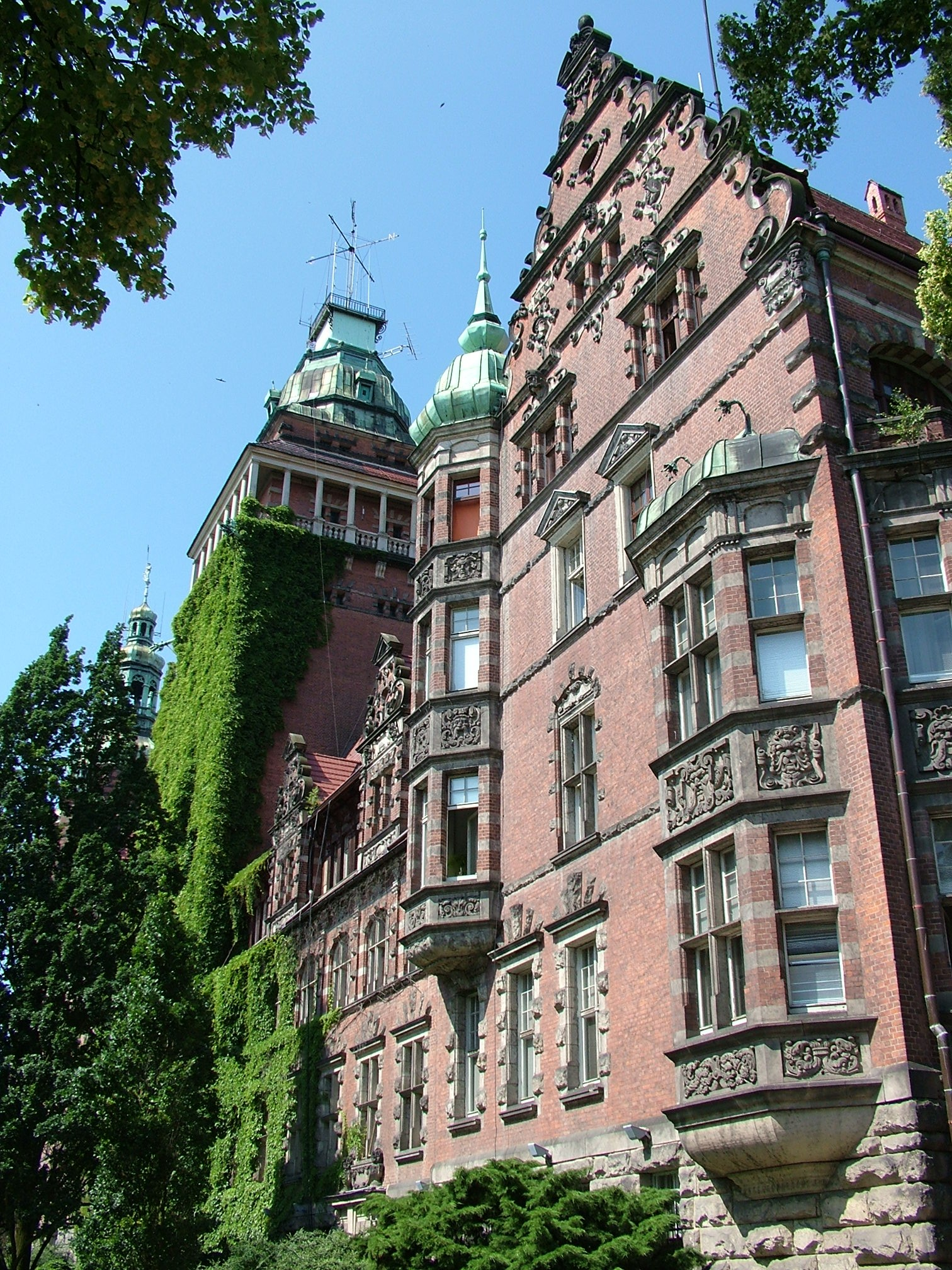
シュチェチンの地域事務所, ポーランド